# Progênese
Progênese (português brasileiro) ou progénese (português europeu) é um mecanismo em biologia do desenvolvimento que está associado com pedomorfose. Progênese refere-se ao alcance da maturidade sexual por parte de um organismo ainda em sua fase larval ou juvenil e um resultado secundário de nunca experimentar depois dos estágios de desenvolvimento. 